# Super League 2017-2018 (calcio femminile Belgio)
L'edizione 2017-2018 è stata la terza della Super League, la massima serie del campionato belga femminile di calcio. Il torneo ha preso il via il 1º settembre 2017 e si è concluso il 18 maggio 2018.
Il campionato è stato vinto dall'Anderlecht, al primo titolo di Super League, nonché quinto titolo di campione belga. Laura De Neve, calciatrice dell'Anderlecht, ha vinto lo Sparkle, il premio come migliore calciatrice della stagione.

## Stagione

### Novità
Rispetto alla precedente edizione della Super League, il numero di squadre partecipanti scese da 7 a 6 perché l'Eva's Tienen aveva ritirato la propria partecipazione, decidendo di iscriversi in Division 1. Inoltre, nessuna squadra della Division 1 aveva richiesto od ottenuto la licenza di partecipazione alla Super League.

### Formato
La riduzione dell'organico da 7 a 6 squadre determinò un nuovo cambio nel formato del torneo. Il campionato venne articolato su due fasi. Nel corso della prima fase le sei squadre partecipanti si affrontavano in un doppio girone all'italiana con partite di andata e ritorno per un totale di 20 giornate. Le squadre accedevano alla seconda fase con metà dei punti conquistati nella prima fase, con eventuale arrotondamento per eccesso. Nella seconda fase le migliori quattro giocavano un ulteriore girone all'italiana e la prima classificata veniva dichiarata campione del Belgio e veniva ammessa alla UEFA Women's Champions League della stagione successiva. Le peggiori due della prima fase giocavano una doppia sfida per la determinazione dei piazzamenti. Non erano previste retrocessioni in Division 1.

## Squadre partecipanti
| Club           | Città             | Stadio                         | Stagione precedente      |
| -------------- | ----------------- | ------------------------------ | ------------------------ |
| Anderlecht     | Anderlecht        | RSCA Football Academy          | 2º posto in Super League |
| Genk           | Genk              | Turkse Rangers                 | 4º posto in Super League |
| Gent           | Gand              | Stadio PGB                     | 3º posto in Super League |
| Heist          | Heist-op-den-Berg | Centro sportivo comunale       | 6º posto in Super League |
| OH Lovanio     | Lovanio           | Stadio Gemeentelijk            | 5º posto in Super League |
| Standard Liegi | Liegi             | Accademia Robert Louis-Dreyfus | 1º posto in Super League |

## Prima fase

### Classifica finale
|  | Pos. | Squadra        | Pt | G  | V  | N | P  | GF | GS  | DR   |
|  | ---- | -------------- | -- | -- | -- | - | -- | -- | --- | ---- |
|  | 1.   | Anderlecht     | 52 | 20 | 17 | 1 | 2  | 93 | 14  | +79  |
|  | 2.   | Gent           | 37 | 20 | 11 | 4 | 5  | 59 | 22  | +37  |
|  | 3.   | Genk           | 37 | 20 | 11 | 4 | 5  | 45 | 22  | +23  |
|  | 4.   | Standard Liegi | 25 | 20 | 7  | 4 | 9  | 34 | 27  | +7   |
|  | 5.   | OH Lovanio     | 19 | 20 | 6  | 1 | 13 | 32 | 48  | -16  |
|  | 6.   | Heist          | 3  | 20 | 1  | 0 | 19 | 6  | 136 | -130 |

Legenda:
      Ammessa al girone per il titolo.
      Ammessa al girone per i piazzamenti.
Regolamento:
Tre punti a vittoria, uno a pareggio, zero a sconfitta.

### Risultati
|                | And  | And  | Gnk  | Gnk  | Gnt  | Gnt  | Hei  | Hei  | OHL  | OHL  | Sta  | Sta  |
| -------------- | ---- | ---- | ---- | ---- | ---- | ---- | ---- | ---- | ---- | ---- | ---- | ---- |
| Anderlecht     | –––– | –––– | 2-0  | 2-0  | 5-2  | 1-0  | 10-0 | 11-0 | 4-0  | 6-0  | 4-0  | 0-3  |
| Genk           | 2-1  | 1-2  | –––– | –––– | 0-0  | 2-2  | 7-1  | 3-0  | 3-0  | 3-1  | 1-0  | 1-2  |
| Gent           | 0-2  | 0-3  | 3-3  | 0-1  | –––– | –––– | 9-0  | 10-0 | 5-0  | 4-1  | 2-2  | 3-1  |
| Heist          | 0-12 | 0-14 | 0-1  | 0-10 | 0-4  | 0-8  | –––– | –––– | 0-1  | 0-9  | 1-3  | 0-7  |
| OH Lovanio     | 3-4  | 1-7  | 3-1  | 2-4  | 0-1  | 1-2  | 1-2  | 5-0  | –––– | –––– | 1-0  | 2-0  |
| Standard Liegi | 2-2  | 0-1  | 1-1  | 0-1  | 0-2  | 0-2  | 6-0  | 5-2  | 1-0  | 1-1  | –––– | –––– |

## Seconda fase

### Girone per il titolo

#### Classifica finale
|  | Pos. | Squadra        | Pt | G | V | N | P | GF | GS | DR |
|  | ---- | -------------- | -- | - | - | - | - | -- | -- | -- |
|  | 1.   | Anderlecht     | 41 | 6 | 5 | 0 | 1 | 19 | 11 | +8 |
|  | 2.   | Gent           | 31 | 6 | 4 | 0 | 2 | 16 | 14 | +2 |
|  | 3.   | Genk           | 23 | 6 | 1 | 1 | 4 | 6  | 13 | -7 |
|  | 4.   | Standard Liegi | 17 | 6 | 1 | 1 | 4 | 8  | 11 | -3 |

Legenda:
      Campione del Belgio e ammessa alla UEFA Women's Champions League 2018-2019.
Regolamento:
Tre punti a vittoria, uno a pareggio, zero a sconfitta.
Punti portati dalla prima fase:
- Anderlecht 26 punti
- Gent 19 punti
- Genk 19 punti
- Standard Liegi 13 punti

#### Risultati
|                | And  | Gnk  | Gnt  | Sta  |
| -------------- | ---- | ---- | ---- | ---- |
| Anderlecht     | –––– | 3-1  | 3-4  | 2-1  |
| Genk           | 1-5  | –––– | 0-1  | 1-1  |
| Gent           | 3-4  | 3-2  | –––– | 5-2  |
| Standard Liegi | 1-2  | 0-1  | 3-0  | –––– |

### Girone per i piazzamenti

#### Classifica finale
|  | Pos. | Squadra    | Pt | G | V | N | P | GF | GS | DR  |
|  | ---- | ---------- | -- | - | - | - | - | -- | -- | --- |
|  | 5.   | OH Lovanio | 16 | 2 | 2 | 0 | 0 | 21 | 0  | +21 |
|  | 6.   | Heist      | 2  | 2 | 0 | 0 | 2 | 0  | 21 | -21 |

Regolamento:
Tre punti a vittoria, uno a pareggio, zero a sconfitta.
Punti portati dalla prima fase:
- OH Lovanio 16 punti
- Heist 2 punti

#### Risultati
|            | Hei  | OHL  |
| ---------- | ---- | ---- |
| Heist      | –––– | 0-11 |
| OH Lovanio | 10-0 | –––– |